# Zakaria Koné
Zakaria Koné é um militar costa-marfinense. Antigo senhor da guerra das Forces Nouvelles, foi um dos intervenientes na crise político-militar na Costa do Marfim, de 2002 a 2011.

## Biografia

### Juventude
Zakaria Koné nasceu numa aldeia que mais tarde se tornou uma comuna chamada Séguelon, no nordeste da Costa do Marfim. Ele foi iniciado em uma irmandade de caçadores dozos em sua juventude e manteve a reputação de possuir poderes místicos. Depois juntou-se às forças armadas nacionais da Costa do Marfim, mas fugiu para o Burkina Faso após a marginalização dos soldados do Norte na sequência do golpe de Estado de 1999.

### Rebelião
Durante a rebelião, tornou-se comandante da zona de Vavoua-Séguéla em 2002. Teria utilizado os seus poderes mágicos dozo em combate, ilustrando assim a dozoficação dos rebeldes, conhecidos pelos seus numerosos amuletos, mesmo entre unidades não-dozo. Ele foi demitido em 2008 por se opor a Guillaume Soro e aos seus acordos políticos com Laurent Gbagbo. Parte para o exílio novamente em Burkina Faso.

### Alassane Ouattara o toma poder
Após a vitória de Alassane Ouattara nas eleições presidenciais de 2010 e a eclosão da crise costa-marfinense de 2010-2011, Zakaria Koné, próximo de Ibrahim Coulibaly, reapareceu entre os rebeldes na região de Yopougon. Juntou-se às Forças Republicanas da Costa do Marfim em Março de 2011. Participou na captura do antigo presidente Laurent Gbagbo durante a batalha de Abidjan e o Tribunal Penal Internacional pretendeu ouvi-lo sobre o seu papel na morte de Désiré Tagro, um lealista de Gbagbo.
Em 2012, tornou-se chefe da polícia militar marfinense. O antigo senhor da guerra dozo foi responsável por gerir a exclusão de combatentes irregulares das novas forças armadas da Costa do Marfim. Em Novembro de 2012, foi nomeado vice-comandante do batalhão de artilharia terrestre-aérea costa-marfinense, talvez devido a acusações de crimes de guerra lançadas pela Amnistia Internacional. Em 2015, foi segundo no comando do batalhão blindado de Akouédo e esteve implicado no caso das escutas telefônicas burquinenses, sendo o tenente-coronel Koné próximo de Gilbert Diendéré desde a década de 2000. Em 2017, foi nomeado chefe da unidade de comando e apoio do batalhão de artilharia terra-terra. E atualmente é coronel titular do exército.